# كأس الدوري الياباني 2008
كأس الدوري الياباني 2008 (باليابانية: 2008年のJリーグカップ) هو الموسم 16 من  كأس الدوري الياباني. أشرف على تنظيمه دوري الدرجة الأولى الياباني، وكان عدد الأندية المشاركة فيه  18، وفاز فيه أويتا ترينيتا.